# Завод альфа-олефінів у Гейсмарі
Завод альфа-олефінів у Гейсмарі — підприємство у штаті Луїзіана південніше від Батон-Руж, яке виробляє широкий спектр альфа-олефінів (ненасичених вуглеводнів з одним подвійним зв'язком, що міститься на початку молекули з лінійним ланцюжком атомів вуглецю). 
Shell ввела в дію завод у Гейсмарі в 1977 році з річною потужністю 193 тисячі тонн, а в 1986-му довели цей показник до 295 тисяч тонн. Він використовував технологію олігомеризації етилена та випускав широкий спектр альфа-олефінів в діапазоні від С4 до С40, з яких дві третини первісно призначались для власного виробництва оксо-спиртів. В подальшому технологію модифікували таким чином, щоб було можливо максимізувати випуск 1-гексену та 1-октену. В кінці 1980-х тут же ввели в дію ще одне виробництво потужністю 238 тисяч тонн, а на початку 2000-х можливості майданчика розширили до 920 тисяч тонн (з яких 134 тисячі відносяться до 1-октену). Нарешті, у 2019-му став до ладу черговий завод потужністю 425 тисяч тонн, котрий зробив майданчик у Гейсмарі набільшим у світі виробником альфа-олефінів. 
Необхідна сировина (етилен) постачається піролізними установками Shell у Норко та Діїр-Парку. Перший з цих майданчикі знаходиться у тому ж штаті Луїзіана, за шість десятків кілометрів на південний схід від Гейсмару, тоді як другий працює в сусідньому Техасі неподалік від Х’юстону. З останнім сполучення відбувається через належну все тій же Shell трубопровідну систему Cross State Lines, котра призначена для прокачування етилену та пропілену.
Варто також додати, що в сучасній хімічній промисловості фракції альфа-олефінів С4, С6, С8 в основному споживаються як кополімери, тоді як більш важкі потрібні для виробництва синтетичних мастильних матеріалів та миючих засобів.